# Адамкене, Альма
А́льма Адамке́не (лит. Alma Adamkienė; 10 февраля 1927, Шяуляй — 21 мая 2023, Вильнюс) — супруга президента Литвы с 26 февраля 1998 по 25 февраля 2003 года и с 12 июля 2004 по 12 июля 2009 года Валдаса Адамкуса.

## Краткая биография
Родилась в Шяуляе в семье коммерсанта Стасиса Нутаутаса (1899—1977) и его жены Оны Нутаутене, в девичестве Соблите (1904—2006). Семья в 1944 году при наступлении Красной армии эмигрировала в Германию, в 1949 году перебралась в США.
В Германии Альма Нутаутайте окончила гимназию в Айхштадте и училась на филологическом факультете в университете в Эрлангене в Баварии.
В США работала лаборантом в лаборатории на сталелитейном заводе. Позднее служила в страховой компании.
В роли первой леди участвовала в благотворительной деятельности и в различных проектах содействия развитию культуры: покровительствовала различным благотворительным акциям, в 2005 году носила почётный титул посла Фонда «Ханс Кристиан Андерсен 2005» (Hans Christian Andersen 2005 Foundation).
Умерла 21 мая 2023 года на 97-м году жизни.

## Фонд Альмы Адамкене

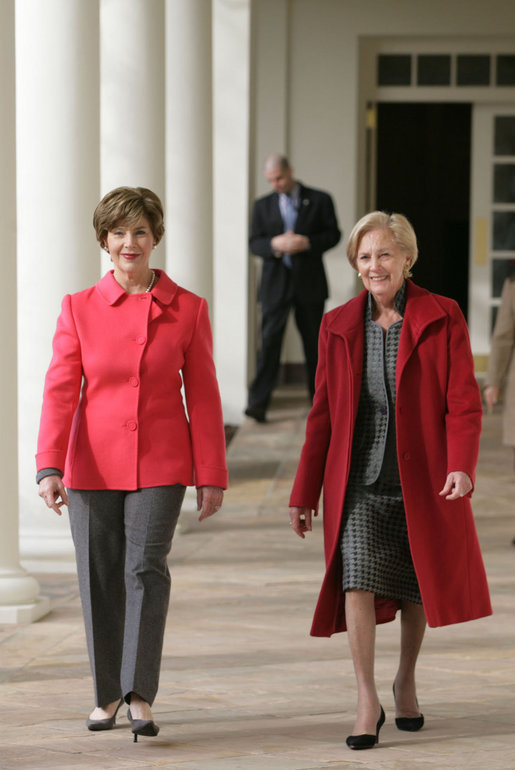
Альма Адамкене и Лора Буш

17 марта 1999 года учреждён благотворительный Фонд Альмы Адамкене для помощи детям. В 1999—2003 годах фонд собрал свыше 2,5 млн. литов и материальных ценностей на 2,3 млн литов, которые были им распределены между 35 сельскими школами, детьми из необеспеченных семей, детской клиникой Каунасского медицинского университета и детской больницей «Сантаришкес» в Вильнюсе.

## Личная жизнь
В 1951 году вышла замуж за Валдаса Адамкуса. Детей у них не было.

## Награды
- Кавалер Большого креста ордена «За заслуги перед Литвой» (15 февраля 2017 года)[4].
- Орден князя Ярослава Мудрого I степени (5 ноября 1998 года, Украина) — за выдающийся личный вклад в укрепление дружбы между украинским и литовским народами[5]
- Кавалер Большого креста ордена Трёх звёзд (2001, Латвия)
- Орден Белой звезды I класса (30 сентября 2004 года, Эстония)[6]
- Кавалер Большого креста ордена Короны (2006, Бельгия)
- Кавалер Большого креста ордена Инфанта дона Энрике (2007, Португалия)
- Командор со звездой ордена Заслуг перед Республикой Польша (2009, Польша)
- Кавалер Большого креста ордена Заслуг (1 июля 1998 года, Норвегия)[7]